# Radňovice
Radňovice (in tedesco Radniowitz) è un comune ceco situato nel distretto di Žďár nad Sázavou, nella regione di Vysočina.